# Мустакат тамарин
Мустакатият тамарин (Saguinus mystax) е вид бозайник от семейство Остроноктести маймуни (Callitrichidae).

## Разпространение
Видът е разпространен в Бразилия (Акри и Амазонас) и Перу.